# Shampoo (Film)
Shampoo ist eine US-amerikanische Filmkomödie von Hal Ashby aus dem Jahr 1975.

## Handlung
Der Film zeigt die Ereignisse an jenem Tag im Jahr 1968, an dem Richard Nixon zum US-Präsidenten gewählt wurde. George Roundy ist ein Frauenheld und zugleich ein gefragter Friseur. Roundy hat eine Beziehung mit Jill; er hat aber auch eine Affäre mit Felicia, die mit dem wohlhabenden Unternehmer Lester verheiratet ist. Roundy ist mit seinem beruflichen Leben nicht zufrieden und will sich als Friseur selbständig machen. Er sucht Lester auf, um ihn zu überreden, in seinen Salon zu investieren.
Roundy wird von Lester zu einer Wahlparty der High Society eingeladen, wo weitere Details der Investition besprochen werden sollen. Lesters Geliebte Jackie Shawn, die auch ein Verhältnis mit Roundy hat, betrinkt sich dort und sorgt anschließend für einen Skandal. Später verschlägt es Lester auf eine Hippie-Party, wo er zufällig Roundy und Jackie beim Liebesspiel entdeckt. Auch Jill ist dabei und wendet sich nun von Roundy ab.
Der Friseur wird einige Tage später von Lester besucht, der ihm seinen Lebenswandel vorhält. Lester begleiten zwei kräftig gebaute Männer, die Roundy bedrohen. Roundy und Lester sprechen offen miteinander; zum Ende der Unterhaltung offenbart Lester, dass er seine Frau verlassen will. Er erwägt wieder eine Beteiligung an Roundys Salon.
Roundy muss feststellen, dass er in Jackie verliebt ist. Er macht ihr einen Heiratsantrag, doch sie erwidert ihm darauf, dass Lester ihr versprochen habe, sich von Felicia scheiden zu lassen und sie nach Acapulco mitzunehmen. Schlussendlich wird sie von Lester abgeholt, während Roundy sie von einem Hügel in der Nähe aus beobachtet.

## Hintergrund
Der Film wurde in Los Angeles gedreht. In den US-Kinos, wo er am 11. Februar 1975 anlief, spielte er knapp 50 Millionen US-Dollar ein. Am 12. September 1975 war Kinostart in Deutschland. Hal Ashbys Ehefrau Joan Marshall hat eine kleine Rolle als Mrs. Schumann.

## Kritiken
Roger Ebert schrieb in der Chicago Sun-Times, er habe aufgrund der Besetzungsliste erwartet, dass der Film ihn beeindrucken würde. Der Film habe ihn jedoch nicht berührt („the movie didn’t quite work for me“). Das Lexikon des internationalen Films kritisierte, der Film sei eine „zynisch-glatte Komödie“, die die psychologischen und die politischen Aspekte oberflächlich behandle. Die USA würden als ein „heruntergekommener Kosmetiksalon“ dargestellt, in dem hinter der schönen Fassade „Promiskuität, Geldgier und Beziehungsarmut herrschen“.
Video.de meinte: „Produzent, Drehbuchautor und Hauptdarsteller Warren Beatty (Ishtar) nahm in dieser 13 Jahre alten bitteren Komödie sein Image als Liebhaber aufs Korn. Der Ende 1988 verstorbene Regisseur Hal Ashby (Harold und Maude) fand faszinierende Bilder für das oberflächliche Leben in Beverly Hills. Seinerzeit sorgte der Film für Aufsehen wegen seiner sexuellen Freizügigkeit, heutzutage sprechen immer noch die glänzenden Darsteller, u. a. Goldie Hawn (Overboard) und Julie Christie (Der Himmel soll warten) ein größeres Publikum an. Mittlere bis gute Umsatzerwartung.“

## Auszeichnungen
Lee Grant gewann 1976 den Oscar als beste Nebendarstellerin. Jack Warden erhielt eine Nominierung in der Kategorie Bester Nebendarsteller. Warren Beatty und Robert Towne waren in der Kategorie Bestes Originaldrehbuch und W. Stewart Campbell, George Gaines sowie Richard Sylbert für das beste Szenenbild nominiert.
Der Film erhielt 1976 fünf Nominierungen für einen Golden Globe, und zwar in der Kategorie Bester Film – Komödie oder Musical sowie je eine für Warren Beatty, Julie Christie, Goldie Hawn und Lee Grant. Jack Warden war 1976 für den BAFTA Award nominiert. Die Drehbuchautoren gewannen 1975 den National Society of Film Critics Award und 1976 den Preis der Writers Guild of America.